# Euxoa finis
Euxoa finis là một loài bướm đêm trong họ Noctuidae.